# Flammona
Flammona là một chi bướm đêm thuộc họ Noctuidae.